# Yung Hurn/Diskografie
Diese Diskografie ist eine Übersicht über die musikalischen Werke des österreichischen Rappers Yung Hurn. Seine erfolgreichsten Veröffentlichungen sind die Lieder Wie Falco und Bianco mit jeweils über 200.000 verkauften Einheiten.

## Alben

### Studioalben
| Jahr | Titel | Höchstplatzierung, Gesamtwochen, AuszeichnungChartplatzierungen (Jahr, Titel, Platzierungen, Wochen, Auszeichnungen, Anmerkungen) | Höchstplatzierung, Gesamtwochen, AuszeichnungChartplatzierungen (Jahr, Titel, Platzierungen, Wochen, Auszeichnungen, Anmerkungen) | Höchstplatzierung, Gesamtwochen, AuszeichnungChartplatzierungen (Jahr, Titel, Platzierungen, Wochen, Auszeichnungen, Anmerkungen) | Anmerkungen                            |
| Jahr | Titel | DE | AT | CH | Anmerkungen                            |
| ---- | ----- | --- | --- | --- | -------------------------------------- |
| 2018 | 1220  | DE2 (6 Wo.)DE | AT2 (28 Wo.)AT | CH14 (2 Wo.)CH | Erstveröffentlichung: 4. Mai 2018      |
| 2019 | Y     | DE5 (2 Wo.)DE | AT7 (4 Wo.)AT | CH48 (2 Wo.)CH | Erstveröffentlichung: 8. November 2019 |

### Kompilationen
| Jahr | Titel                                        | Höchstplatzierung, Gesamtwochen, AuszeichnungChartplatzierungen (Jahr, Titel, Platzierungen, Wochen, Auszeichnungen, Anmerkungen) | Höchstplatzierung, Gesamtwochen, AuszeichnungChartplatzierungen (Jahr, Titel, Platzierungen, Wochen, Auszeichnungen, Anmerkungen) | Höchstplatzierung, Gesamtwochen, AuszeichnungChartplatzierungen (Jahr, Titel, Platzierungen, Wochen, Auszeichnungen, Anmerkungen) | Anmerkungen                             |
| Jahr | Titel                                        | DE | AT | CH | Anmerkungen                             |
| ---- | -------------------------------------------- | --- | --- | --- | --------------------------------------- |
| 2016 | In Memory of Yung Hurn – Classic Compilation | — | AT73 (1 Wo.)AT | — | Erstveröffentlichung: 23. Dezember 2016 |

### Mixtapes
| Jahr | Titel                                                     | Höchstplatzierung, Gesamtwochen, AuszeichnungChartplatzierungen (Jahr, Titel, Platzierungen, Wochen, Auszeichnungen, Anmerkungen) | Höchstplatzierung, Gesamtwochen, AuszeichnungChartplatzierungen (Jahr, Titel, Platzierungen, Wochen, Auszeichnungen, Anmerkungen) | Höchstplatzierung, Gesamtwochen, AuszeichnungChartplatzierungen (Jahr, Titel, Platzierungen, Wochen, Auszeichnungen, Anmerkungen) | Anmerkungen                                          |
| Jahr | Titel                                                     | DE | AT | CH | Anmerkungen                                          |
| ---- | --------------------------------------------------------- | --- | --- | --- | ---------------------------------------------------- |
| 2015 | 22                                                        | — | — | — | Erstveröffentlichung: 8. Juli 2015                   |
| 2016 | Krocha Tape                                               | — | — | — | Erstveröffentlichung: 3. Januar 2016                 |
| 2016 | I Wanted to Kill Myself but Today Is My Mother’s Birthday | — | — | — | Erstveröffentlichung: 25. August 2016 als K. Ronaldo |
| 2022 | Crazy Horse Club Mixtape, Vol. 1                          | DE2 (2 Wo.)DE | AT12 (7 Wo.)AT | CH41 (1 Wo.)CH | Erstveröffentlichung: 2. Dezember 2022               |

### EPs
| Jahr | Titel         | Höchstplatzierung, Gesamtwochen, AuszeichnungChartplatzierungen (Jahr, Titel, Platzierungen, Wochen, Auszeichnungen, Anmerkungen) | Höchstplatzierung, Gesamtwochen, AuszeichnungChartplatzierungen (Jahr, Titel, Platzierungen, Wochen, Auszeichnungen, Anmerkungen) | Höchstplatzierung, Gesamtwochen, AuszeichnungChartplatzierungen (Jahr, Titel, Platzierungen, Wochen, Auszeichnungen, Anmerkungen) | Anmerkungen                                              |
| Jahr | Titel         | DE | AT | CH | Anmerkungen                                              |
| ---- | ------------- | --- | --- | --- | -------------------------------------------------------- |
| 2015 | Wiener Linien | — | — | — | Erstveröffentlichung: 2015 mit Lex Lugner                |
| 2017 | Love Hotel    | DE74 (1 Wo.)DE | AT24 (1 Wo.)AT | CH73 (1 Wo.)CH | Erstveröffentlichung: 14. März 2017 über Live From Earth |

## Singles

### Als Leadmusiker
| Jahr | Titel Album                                             | Höchstplatzierung, Gesamtwochen, AuszeichnungChartplatzierungen (Jahr, Titel, Album, Platzierungen, Wochen, Auszeichnungen, Anmerkungen) | Höchstplatzierung, Gesamtwochen, AuszeichnungChartplatzierungen (Jahr, Titel, Album, Platzierungen, Wochen, Auszeichnungen, Anmerkungen) | Höchstplatzierung, Gesamtwochen, AuszeichnungChartplatzierungen (Jahr, Titel, Album, Platzierungen, Wochen, Auszeichnungen, Anmerkungen) | Anmerkungen                                                                  |
| Jahr | Titel Album                                             | DE | AT | CH | Anmerkungen                                                                  |
| --- | ------------------------------------------------------- | --- | --- | --- | ---------------------------------------------------------------------------- |
| 2017 | Ok Cool 1220                                            | — | AT60 (2 Wo.)AT | — | Erstveröffentlichung: 25. August 2017 produziert von Stickle                 |
| 2017 | GGGut 1220                                              | — | AT59 (1 Wo.)AT | — | Erstveröffentlichung: 29. Dezember 2017 produziert von Stickle               |
| 2018 | MHM 1220                                                | — | AT55 (1 Wo.)AT | — | Erstveröffentlichung: 16. Februar 2018 produziert von Stickle                |
| 2018 | Bist Du alleine. 1220                                   | — | AT49 (2 Wo.)AT | — | Erstveröffentlichung: 20. April 2018 produziert von Stickle                  |
| 2018 | Was sie will 1220                                       | — | AT58 (1 Wo.)AT | — | Erstveröffentlichung: 4. Mai 2018 produziert von Stickle                     |
| 2019 | Cabrio Y                                                | DE58 (1 Wo.)DE | AT12 (3 Wo.)AT | CH49 (1 Wo.)CH | Erstveröffentlichung: 21. Juni 2019 produziert von Mistersir                 |
| 2019 | Rauch Y                                                 | DE100 (1 Wo.)DE | AT30 (1 Wo.)AT | — | Erstveröffentlichung: 23. August 2019 produziert von Mistersir & yung ravn   |
| 2019 | Ponny Y                                                 | DE96 (1 Wo.)DE | AT27 (3 Wo.)AT | — | Erstveröffentlichung: 25. Oktober 2019 produziert von Mistersir              |
| 2020 | Nichts mehr fühlen –                                    | DE38 (1 Wo.)DE | AT12 (2 Wo.)AT | CH74 (1 Wo.)CH | Erstveröffentlichung: 6. November 2020 produziert von Mistersir              |
| 2022 | Schlimm ;-( –                                           | — | AT40 (1 Wo.)AT | — | Erstveröffentlichung: 15. Juni 2022 produziert von Stickle                   |
| 2022 | Alleine (Sw43 L33 D1do Remix) –                         | DE6 (10 Wo.)DE | AT4 (10 Wo.)AT | CH12 (5 Wo.)CH | Erstveröffentlichung: 16. September 2022 produziert von Mistersir            |
| 2022 | Eine Nase Crazy Horse Club Mixtape, Vol. 1              | DE41 (1 Wo.)DE | AT13 (2 Wo.)AT | CH71 (1 Wo.)CH | Erstveröffentlichung: 4. November 2022 produziert von Mistersir              |
| 2022 | Elfbar Crazy Horse Club Mixtape, Vol. 1                 | DE81 (1 Wo.)DE | AT64 (1 Wo.)AT | — | Erstveröffentlichung: 18. November 2022 feat. Skrt Cobain                    |
| 2022 | Aus mein kopf (Slowed) Crazy Horse Club Mixtape, Vol. 1 | DE— aDE | — | — | Erstveröffentlichung: 25. November 2022                                      |
| 2024 | Magdalena –                                             | DE3 (1 Wo.)DE | — | — | Erstveröffentlichung: 23. Februar 2024 6PM Records feat. Stickle & Yung Hurn |
| Folgende Lieder erschienen nicht als Single, wurden aber durch das Album zum Download und Streaming bereitgestellt und konnten somit eine Platzierung erlangen: |                                                         | | | |                                                                              |
| |                                                         | | | |                                                                              |
| 2018 | Y. Hurn wieso? 1220                                     | — | AT37 (1 Wo.)AT | — | Erstveröffentlichung: 4. Mai 2018 produziert von Stickle                     |
| 2018 | Eisblock 1220                                           | — | AT61 (1 Wo.)AT | — | Erstveröffentlichung: 4. Mai 2018 produziert von Stickle                     |
| 2019 | Doppel C Y                                              | — | AT67 (1 Wo.)AT | — | Charteinstieg: 22. November 2019 feat. Reezy                                 |
| 2019 | Illegal Y                                               | — | AT68 (1 Wo.)AT | — | Charteinstieg: 22. November 2019                                             |

Weitere Singles
| Jahr | Titel Album                                         | Anmerkungen                                                                                             |
| ---- | --------------------------------------------------- | --- |
| 2015 | Nein 22                                             | Erstveröffentlichung: 24. Juni 2015                                                                     |
| 2015 | Opernsänger Krocha Tape                             | Erstveröffentlichung: 29. Oktober 2015                                                                  |
| 2016 | Pillen Krocha Tape                                  | Erstveröffentlichung: 7. April 2016                                                                     |
| 2016 | Bianco In Memory of Yung Hurn – Classic Compilation | Erstveröffentlichung: 12. Mai 2016 · DE: Gold; Verkäufe: + 200.000 · mit RIN; produziert von Lex Lugner |
| 2016 | FDP Krocha Tape                                     | Erstveröffentlichung: 23. Mai 2016 produziert von yvng shoku                                            |
| 2017 | Diamant Love Hotel                                  | Erstveröffentlichung: 14. Februar 2017 veröffentlicht als Love Hotel Band                               |
| 2017 | Blumé Love Hotel                                    | Erstveröffentlichung: 1. Juni 2017 produziert von Stickle                                               |
| 2017 | Popo –                                              | Erstveröffentlichung: 16. Juni 2017 produziert von Stickle & Yung Hurn                                  |
| 2020 | Shishabar Rapper –                                  | Erstveröffentlichung: 10. Dezember 2020 produziert von Mistersir                                        |

### Als Gastmusiker
| Jahr | Titel Album       | Höchstplatzierung, Gesamtwochen, AuszeichnungChartplatzierungen (Jahr, Titel, Album, Platzierungen, Wochen, Auszeichnungen, Anmerkungen) | Höchstplatzierung, Gesamtwochen, AuszeichnungChartplatzierungen (Jahr, Titel, Album, Platzierungen, Wochen, Auszeichnungen, Anmerkungen) | Höchstplatzierung, Gesamtwochen, AuszeichnungChartplatzierungen (Jahr, Titel, Album, Platzierungen, Wochen, Auszeichnungen, Anmerkungen) | Anmerkungen                                                                            |
| Jahr | Titel Album       | DE | AT | CH | Anmerkungen                                                                            |
| --- | ----------------- | --- | --- | --- | -------------------------------------------------------------------------------------- |
| 2017 | Wie Falco K¡K¡    | DE64 Gold · (14 Wo.)DE | AT63 (1 Wo.)AT | — | Erstveröffentlichung: 16. Juni 2017 Nimo feat. Ufo361 & Yung Hurn; Verkäufe: + 200.000 |
| 2023 | Wiedaa –          | DE55 (1 Wo.)DE | AT58 (1 Wo.)AT | CH91 (1 Wo.)CH | Erstveröffentlichung: 24. November 2023 Stickle feat. Luciano & Yung Hurn              |
| 2024 | Liebe in Stereo – | DE44 (3 Wo.)DE | AT24 (3 Wo.)AT | CH89 (1 Wo.)CH | Erstveröffentlichung: 31. Mai 2024 Baby Bens feat. Yung Hurn                           |
| Folgende Lieder erschienen nicht als Single, wurden aber durch das Album zum Download und Streaming bereitgestellt und konnten somit eine Platzierung erlangen: |                   | | | |                                                                                        |
| |                   | | | |                                                                                        |
| 2018 | Odio 808          | DE77 (1 Wo.)DE | AT54 (1 Wo.)AT | — | Charteinstieg: 20. April 2018 Ufo361 feat. Yung Hurn                                   |
| 2018 | Sie will L.O.C.O. | DE91 (1 Wo.)DE | — | — | Charteinstieg: 30. November 2018 Luciano feat. Yung Hurn                               |
| 2019 | Lost Wave         | DE18 (2 Wo.)DE | AT15 (2 Wo.)AT | — | Charteinstieg: 16. August 2019 Ufo361 feat. Yung Hurn                                  |
| 2023 | Wien XV           | — | AT1 (14 Wo.)AT | — | Videoauskopplung: 2. Juli 2023 Charteinstieg: 4. Juli 2023 RAF Camora feat. Yung Hurn  |

Weitere Gastbeiträge
- 2014: Young Krillin – 1 Berg Money feat. Yung Hurn
- 2014: Young Krillin – Wir gloen up feat. Yung Hurn, FKN SKZ & Money Boy
- 2014: Young Krillin – Dämonen feat. Casino Fog & Yung Hurn
- 2015: Tom Don, Young Krillin & Yung Hurn – Hot Gang (Remix)
- 2015: Young Krillin – 1 Berg Money 2 feat. Yung Hurn, FKN SKZ, Sir Skurr Burr, Tom Don & Alien Arneezy
- 2015: Yung Hurn feat. Young Krillin – Ich will mehr (prod. Platypus)
- 2015: Aloof Slangin – Kushlila feat. Yung Hurn & Young Krillin (prod. DJ Mingist)
- 2015: Aloof Slangin – Crispy Clean feat. Yung Hurn, Pif Paf & Meilner (prod. Melonoid)
- 2016: Meilner – Du Opfer feat. Yung Hurn (prod. 3DMG)
- 2016: Caramelo – GuttaGutta feat. Yung Hurn (prod. Kima)
- 2016: Ufo361 – Bombay Gin (Remix) feat. Yung Hurn
- 2017: Caramelo – Rauch Zieh Dip Lean (prod. Yoshimitzuxxx) feat. K. Ronaldo
- 2017: Ufo361 – 1000 Bitches feat. Yung Hurn
- 2018: Acoid – Bitch tanz feat. Yung Hurn
- 2018: Caramelo – Rapper feat. Yung Hurn
- 2019: Sweetboyblondey – Kein zurück feat. Yung Hurn (prod. Mistersir)
- 2019: Data Luv – Gefühl feat. Yung Hurn

## SoundCloud-Releases
- 2014: Goldketten im Gnack
- 2016: K. Ronaldo – Werteverhältnis (prod. Drae Da Skimask)
- 2016: Fiona Swarovski Jr. – Gift (prod. Com Truise)
- 2016: Lila (prod. 808 Trel)
- 2017: K. Ronaldo – Niemand (prod. Stickle)

## Remixe
- 2014: Y Hurn x Esprit 空想
- 2014: Katona Klári – Miért Fáj A Szív [Slowed]
- 2016: Millham feat. Yung Hurn – 불구경 [Remix]
- 2016: Ich will dich [Ticklish Remix]

## Musikvideos
- 2015: Young Krillin feat. Yung Hurn – 1 Berg Money
- 2015: Stoli (prod. Doujinshi)
- 2015: Yung Hurn & Lex Lugner – Blablablabla
- 2015: Yung Hurn feat. Meilner – Christus & Blitz (prod. Drae Da Skimask)
- 2015: Yung Hurn & Lex Lugner – Ferrari
- 2016: K. Ronaldo – Bam Oida *Legendäres Training Video* [DJ Khaled Edition]
- 2016: K. Ronaldo – Sushi *Hentai Ltd Edition*
- 2016: Yung Hurn & Johnny 5 – Grauer Rauch (prod. Drae Da Skimask)
- 2016: Mafia der Liebe Pt.1 (Andy Stott – Violence [K. Ronaldo & DJ Taxham Edit])
- 2016: Skrrt Skrrt (Official POV Edition) (prod. Lex Lugner)
- 2016: Online (prod. Lex Lugner)
- 2016: K. Ronaldo – Wer Bist Du? (prod. Ricky Hernandez)
- 2016: K. Ronaldo – Mir Gehts Gut (prod. Ricky Hernandez)
- 2016: K. Ronaldo – Coco Jambo (prod. Dogpatrol)
- 2016: K. Ronaldo – Brille Auf (prod. Slim Juls)
- 2016: Rot (prod. Stickle)
- 2016: Durchsichtig (prod. Acoid)
- 2016: K. Ronaldo – 1 E (prod. Negative)
- 2016: K. Ronaldo – Coca Cola Anthem 2016
- 2017: Gefühle an dich in einer Altbauwohnung (Part 2)
- 2017: Blumé (prod. Stickle)
- 2017: K. Ronaldo – Kurt Cobain (wieso bist nicht du?) (prod. Stickle)
- 2018: Sie schauen (prod. young emphasis)
- 2018: Hellwach
- 2018: Eisblock (prod. Stickle)
- 2018: K. Ronaldo – Fake (prod. Stickle)
- 2018: K. Ronaldo – Ja genau (Freestyle Le Le Le) (prod. Stickle)
- 2018: Sie will zu mir (prod. Mistersir)
- 2019: Reezy & Yung Hurn – Amor (prod. by AMBEZZA & reezy)
- 2023: RAF Camora feat. Yung Hurn – Wien

## Statistik

### Chartauswertung
|                     | DE    | AT    | CH    |
| ------------------- | ----- | ----- | ----- |
| Nummer-eins-Alben   | DE—DE | AT—AT | CH—CH |
| Top-10-Alben        | DE3DE | AT2AT | CH—CH |
| Alben in den Charts | DE4DE | AT5AT | CH4CH |

|                       | DE     | AT     | CH    |
| --------------------- | ------ | ------ | ----- |
| Nummer-eins-Singles   | DE—DE  | AT1AT  | CH—CH |
| Top-10-Singles        | DE2DE  | AT2AT  | CH—CH |
| Singles in den Charts | DE14DE | AT23AT | CH6CH |

### Auszeichnungen für Musikverkäufe
Anmerkung: Auszeichnungen in Ländern aus den Charttabellen bzw. Chartboxen sind in ebendiesen zu finden.
| Land/RegionAuszeichnungen für Musikverkäufe (Land/Region, Auszeichnungen, Verkäufe, Quellen) | Gold     | Platin | Verkäufe | Quellen           |
| -------------------------------------------------------------------------------------------- | -------- | ------ | -------- | ----------------- |
| Deutschland (BVMI)                                                                           | 2× Gold2 | —      | 400.000  | musikindustrie.de |
| Insgesamt                                                                                    | 2× Gold2 | —      |          |                   |